# ريتشارد لويس حنا
ريتشارد لويس حنَّا (بالإنجليزية: Richard Hanna)‏ (و. 1951  م) هو سياسي، والمدير التنفيذي للاعمال أمريكي من أصل لبناني، ولد في أوتيكا، نيويورك، هو عضوٌ في الحزب الجمهوري، وهو عضوٌ في الاتحاد القومي للأسلحة.

## مناصب
تولى منصب عضو مجلس النواب الأمريكي (6 يناير 2015–3 يناير 2017)
- عضو مجلس النواب الأمريكي (3 يناير 2013–3 يناير 2015)[3]
- عضو مجلس النواب الأمريكي (5 يناير 2011–3 يناير 2013)[3]
- عضو مجلس النواب الأمريكي (منذ 3 يناير 2011).

## التعليم
تعلم في كلية ريد، وتحصل منها على بكالوريوس في الفنون (حتى 1976)، ومدرسة ثانوية.